# Île des Saints Pères
Île des Saints Pères – francuska wyspa na rzece Marnie usytuowana na obszarze miasta Joinville-le-Pont w departamencie Val-de-Marne. Z jednej strony ograniczona przez śluzę Saint Maur, z innej przez śluzę zamkniętą w 1930, wychodzi na miasta Maisons-Alfort i Saint-Maurice.
Na wyspie mieści się oddział służb nawigacyjnych Sekwany i dróg wodnych Francji.